# Echinocactus texensis
Homalocephala texensis là một loài thực vật có hoa trong họ Cactaceae. Loài này được Hopffer mô tả khoa học đầu tiên năm 1842.

## Hình ảnh

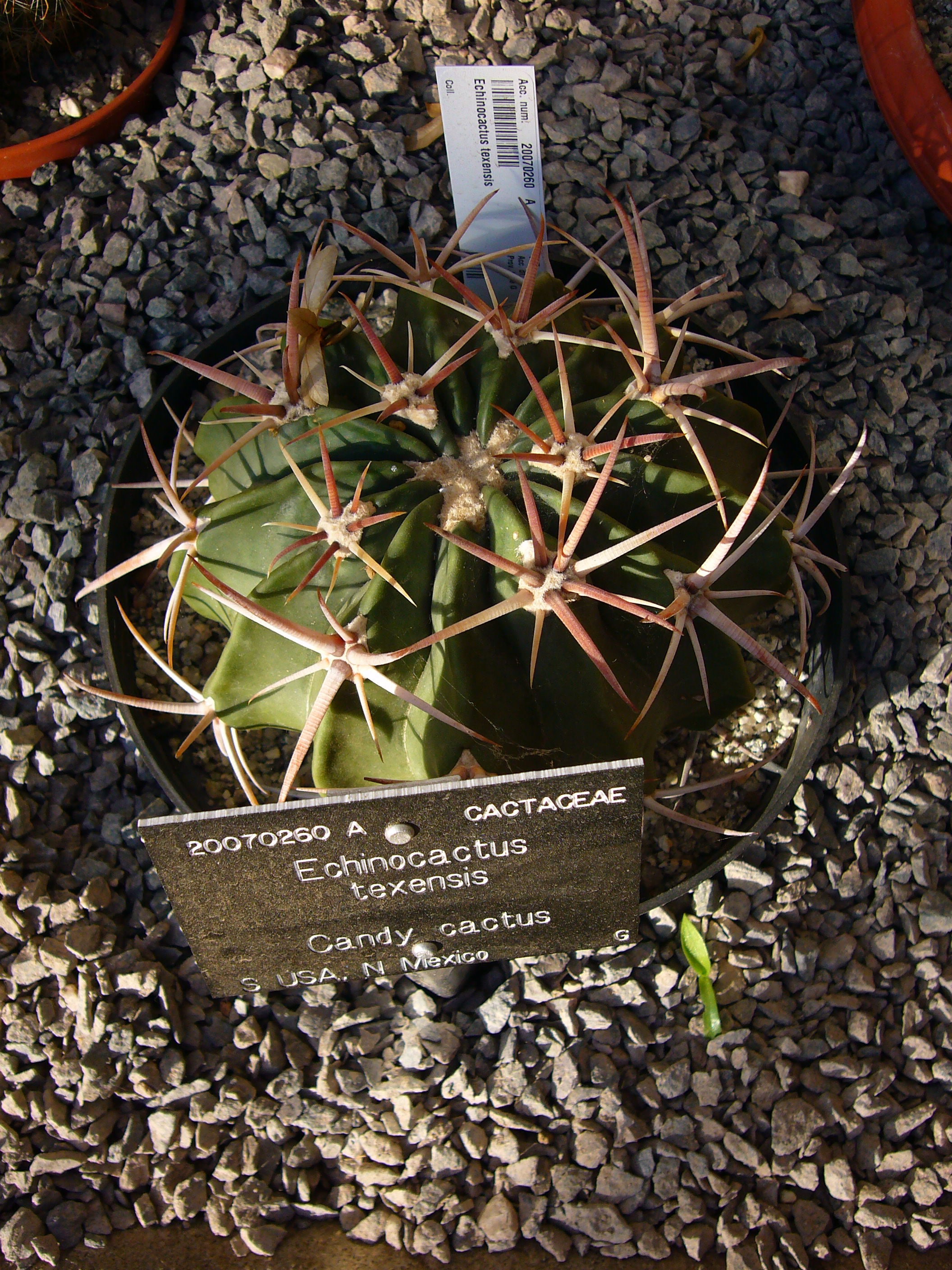
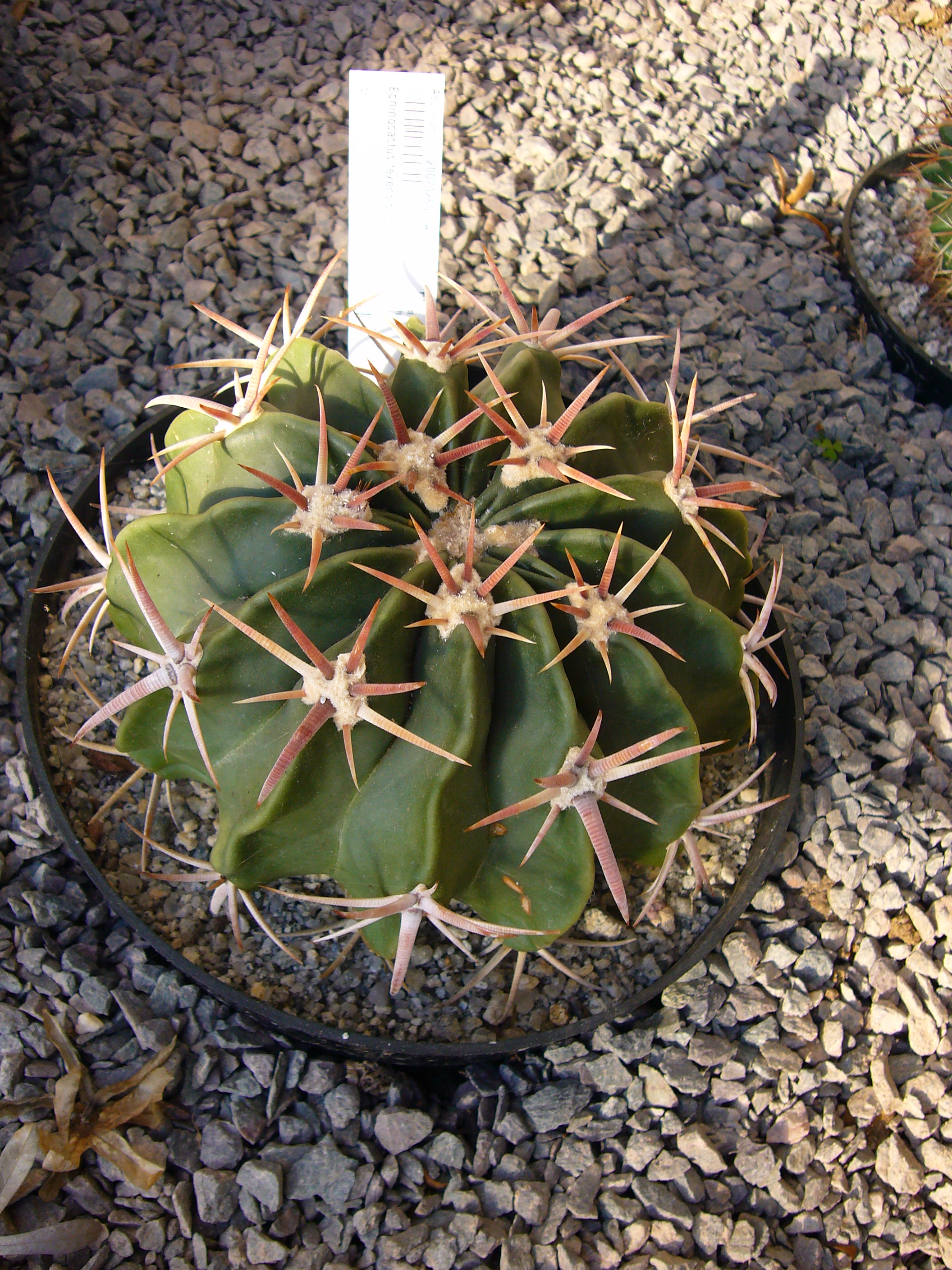
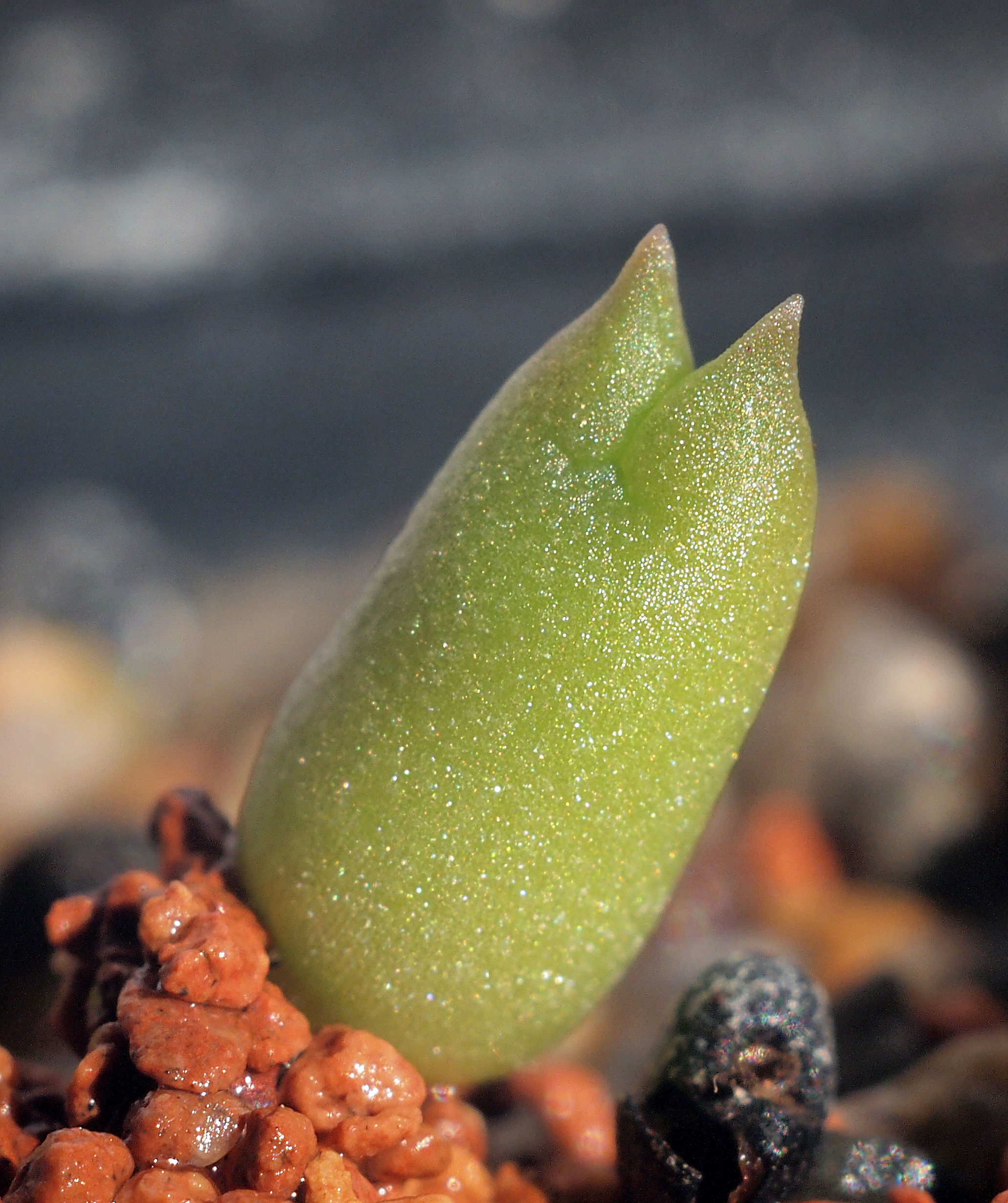
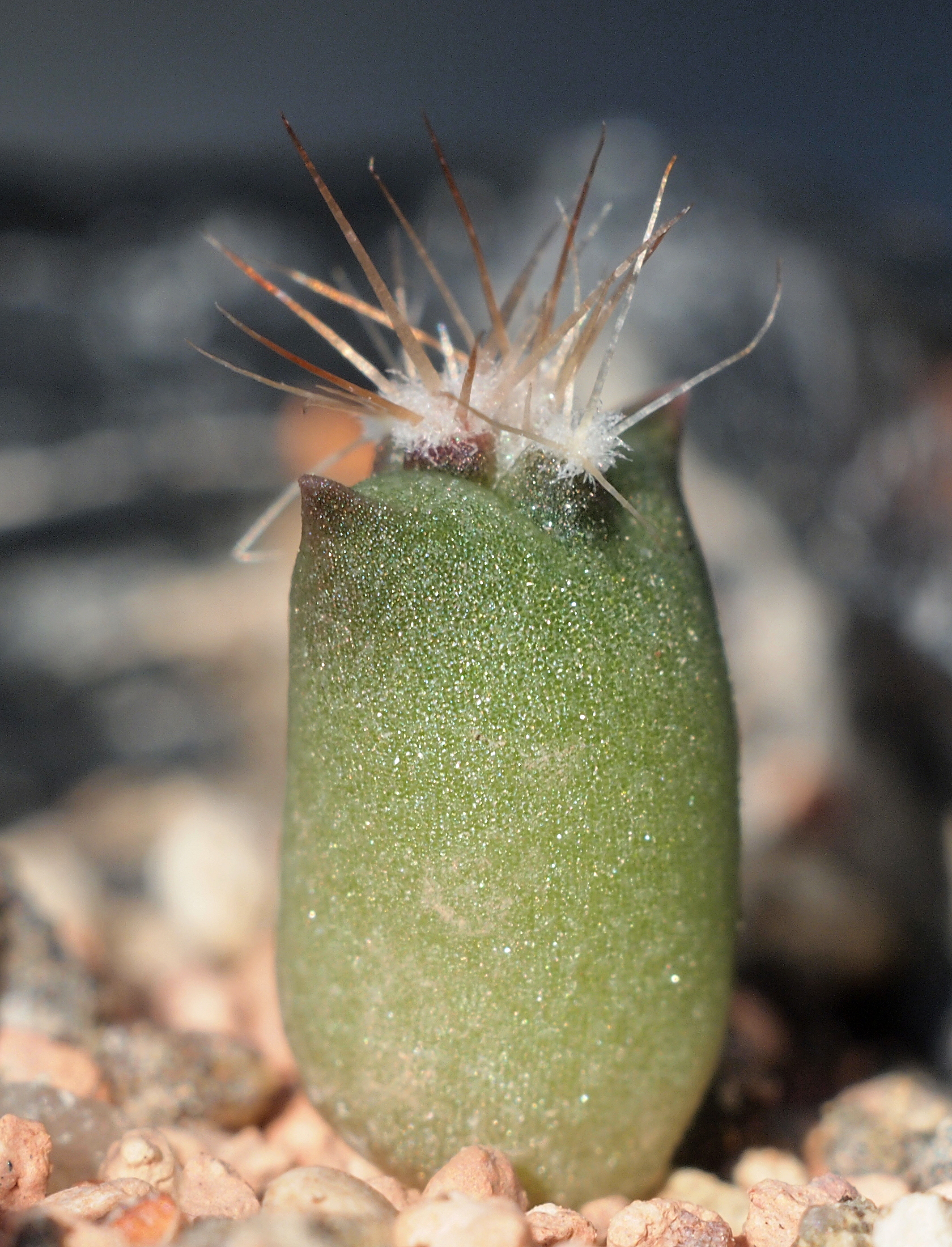